# Bánsági András
Bánsági (Prokker) András (Temesvár, 1914. január 10. – Budapest, 1993. november 25.) sváb származású grafikus- és festőművész.

## Élete
Sváb nyomdászcsaládba született. A Bánsági-nyomda a két világháború között híres volt kiadványairól Budapesten. Édesapja Prokker Ádám, édesanyja Mikus Katalin. Egy öccse (Károly), egy nővére (Karolina) és egy húga (Éva) volt. A trianoni békediktátum aláírása után a család nem kívánt Romániában élni, ezért Kispestre költöztek, a nevüket pedig Bánságira magyarosították. A XIX. kerületi Sárkány (ma Ady Endre) út 134/A szám alatt nyitottak nyomdát és könyvkereskedést 1929-ben. 1934-ben végzett a Budapesti Iparrajziskolában, kitüntetéssel. 
A háború alatt besorozták, és rádiós tisztként szolgált a II. magyar hadseregben, de betegség miatt még a doni áttörés előtt hazakerült. A háború után a család vagyonát államosították, így a kispesti nyomdát is. 1949-ben feleségül vette a nála tíz évvel fiatalabb Horváth Vilmát. Két gyermekük született: Györgyi (1950) és András (1951). 1953-ban családjával a IX. kerületi Sobieski János utca 40-be költözött. 1959-ben alapító tagja volt a Kisgrafika Barátok Körének, de ezen kívül számtalan más művészeti és társadalmi szervezetnek volt tagja, vagy alapítótagja. 1979-ben ment nyugdíjba, de élete végéig aktív maradt. 1993. november 25-én halt meg otthonában.

## Művészete
Losonci Miklós művészettörténész így írt róla a Könyvtáros c. folyóirat 35. évfolyamának 8. számában, 1985 augusztusában: 
"Rajzművészetünk egyik mindenese. Mindenhol ott van, vonzó szorgalommal és hajlékonysággal minden olyan területen, ahová hite szerint még nem ért el a képi gondolat értelmező energiája.
Első mestere Szini Zoltán festőművész volt; 1943-ben végezte el a budapesti Iparrajziskolát, kitüntetéssel. A továbbiakban Vesztróczy Manó főiskolai tanár alakrajz-óráit látogatta. Tanulmányait külföldön is folytatta, három mesterlevelet szerzett a sokszorosító grafikában. Nyomdász, tipográfus, önálló grafikus lett, munkásságát Milánóban kétszer is nagydíjjal ismerték el. A műfaj minden ágát ismeri, számtalan illusztrációt, könyvtervet, címlapot készített. Az ország egyik legismertebb reklámgrafikusa, aki húsz évig volt a Közgazdasági és Jogi Könyvkiadó Vállalat szerződéses munkatársa. Színedzőként külföldi képtárak, így a Tretyakov és az Ermitázs remekműveit reprodukálta. Kiváló piktográfus és retusőr, sok száz kiadvány, plakát megálmodója.  
Több mint tízezer grafikai lapja jelent meg könyvekben, több mint hatvan kiállításon szerepeltek művei itthon és külföldön. Önálló kiállítása nyílt Budapesten többször is, legutóbb pedig Kiskunmajsán. Itt festményeivel is megismerkedhetett a közönség: portréival és a Hortobágyról, a Balatonról, a Dunakanyarról, Nógrádról, Óbudáról festett tájképeivel. Jártas nemcsak az olaj, a tempera, az akvarell, pasztell, rézkarc, fa- és linómetszet műfajában, hanem időnként szobrászkodik is, továbbá kitűnő ex libriseket készít és jeles restaurátor. Érdeklődési köre rendkívül tág, ismeri a vizuális szakma minden ágát, szorgalma végtelen. Több ezer lapja tematikailag bejárta a magyar történelmet, a magyar tájat, az egész kontinenst, megörökíti a mohácsi busójárást, tárogatózó kuruc harcost, Goethe, Schiller és Liszt Ferenc alakját. Alkalmi rajzai, újévi üdvözlőkártyái szellemesek, közérthetően fogalmazza meg képi ábráit, így ösztönöz mindenkit elmélyülésre. Termékeny, mindig rajzra kész, minden apróságot fontosnak ítél, népszerűsíti a hagyományokat, haza- és emberszeretetre buzdít lapjaival, patrióta szolgálatot, humanista küldetést teljesít. Nem csoda, hogy népszerű is, képzőművészetünk nélkülözhetetlen közkatonája. 1984-ben külön mappával vett részt a weimari nemzetközi exlibris-seregszemlén. E kiadványban 18 ex libris található Bartókról, Kőrösi Csoma Sándorról, és különösen szép béke-lapja, a népek békeóhaját kifejező Béke, Frieden, Peace, Mir, Pace, Paix, Paz szavakkal, valamint a sok keringő szimbolikus galambbal. 
Bánsági András művészete rajzi enciklopédia, vizuális szótár, mely a társadalmi, természeti és történelmi kategóriákat, alapegységeket értelmezi. Szellemi őrhelyén egy-egy jellel, gesztussal, vonaltöredékkel ezt a látványkincset tárja fel, öt évtized termelő folyamatával. 
Pontosan, fáradhatatlanul rója papírra csöndes látomásait a magyar művelődéstörténet grafikai műfordítójaként, nem lankadó lendülettel és helytállással."
Egyik kedvelt témája a Tabán volt. Erről így írt időskorában: 
"Nosztalgiával gondolok vissza a felejthetetlen romantikus Tabánra, ifjúságom szép emlékeire. A 20-as évek végére, de különösen a 30-as évek elejére, mikor bontása már megkezdődött. Magam az "Iparrajziskola" grafikus növendéke voltam és Szatmáry István tanúr úr vezetésével, szombat délelőttönként ide jártunk rajzolni, festeni, gyakorlásképpen. Majd később az Iparművészeti főiskolával Haranghy Jenő vezetésével az akkor műr haldokló Tabánba az utolsó csákányvágások és romok megörökítésére. Egyesek szerint a Tabán, Budapest szégyene, patkányfészek volt. Nem osztottam a véleményüket. Nekem ifjúságom legszebb romantikus emléke, szépsége. Lehetett volna – Bécs mintájára – Grinzing, Práter, Hietzing vagy ragyogó Heuriger, sok kis kocsmákkal, mint ahogy a Tabán volt hajdanában. De Tabánt értelmetlenül lebontották, de emléke mindannyiunk szívében örökké élni fog. Emlékezzünk reá!"   

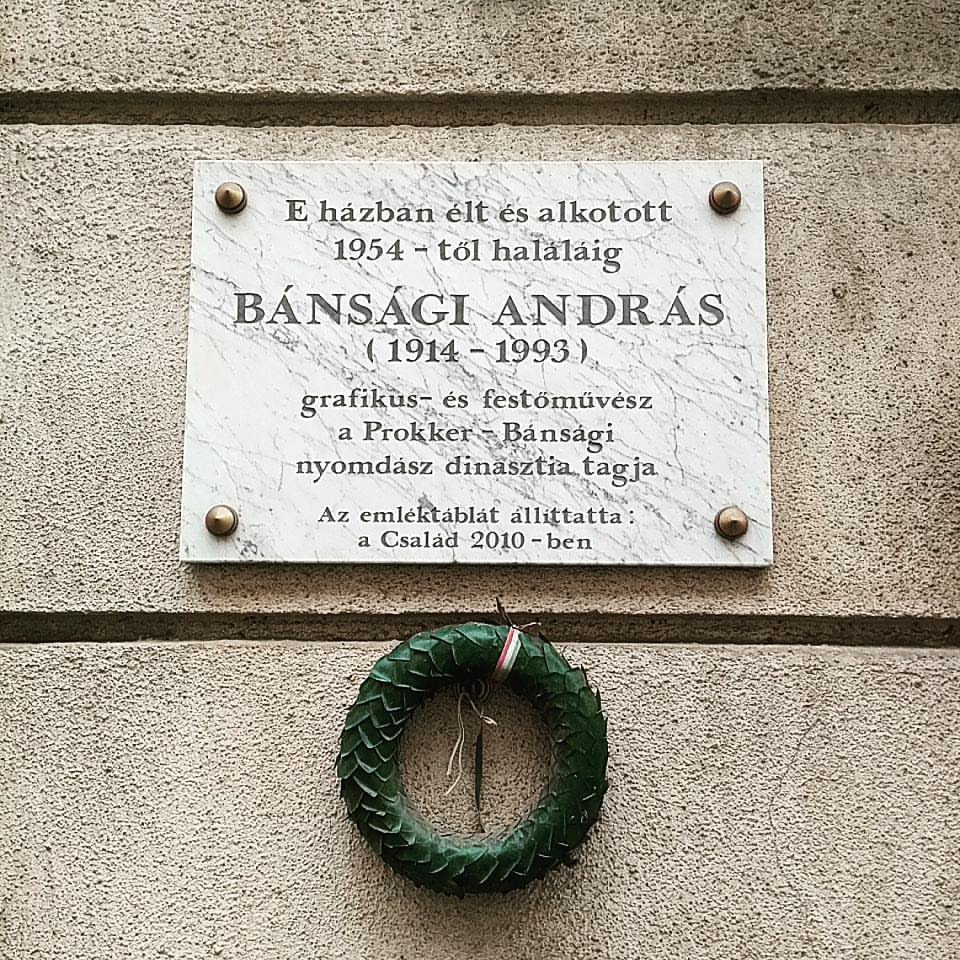
Bánsági András emléktáblája (Sobieski János utca 40.)

## Díjai
- Grande Diploma (1933)
- Grande Diploma (1934)